# Зринські

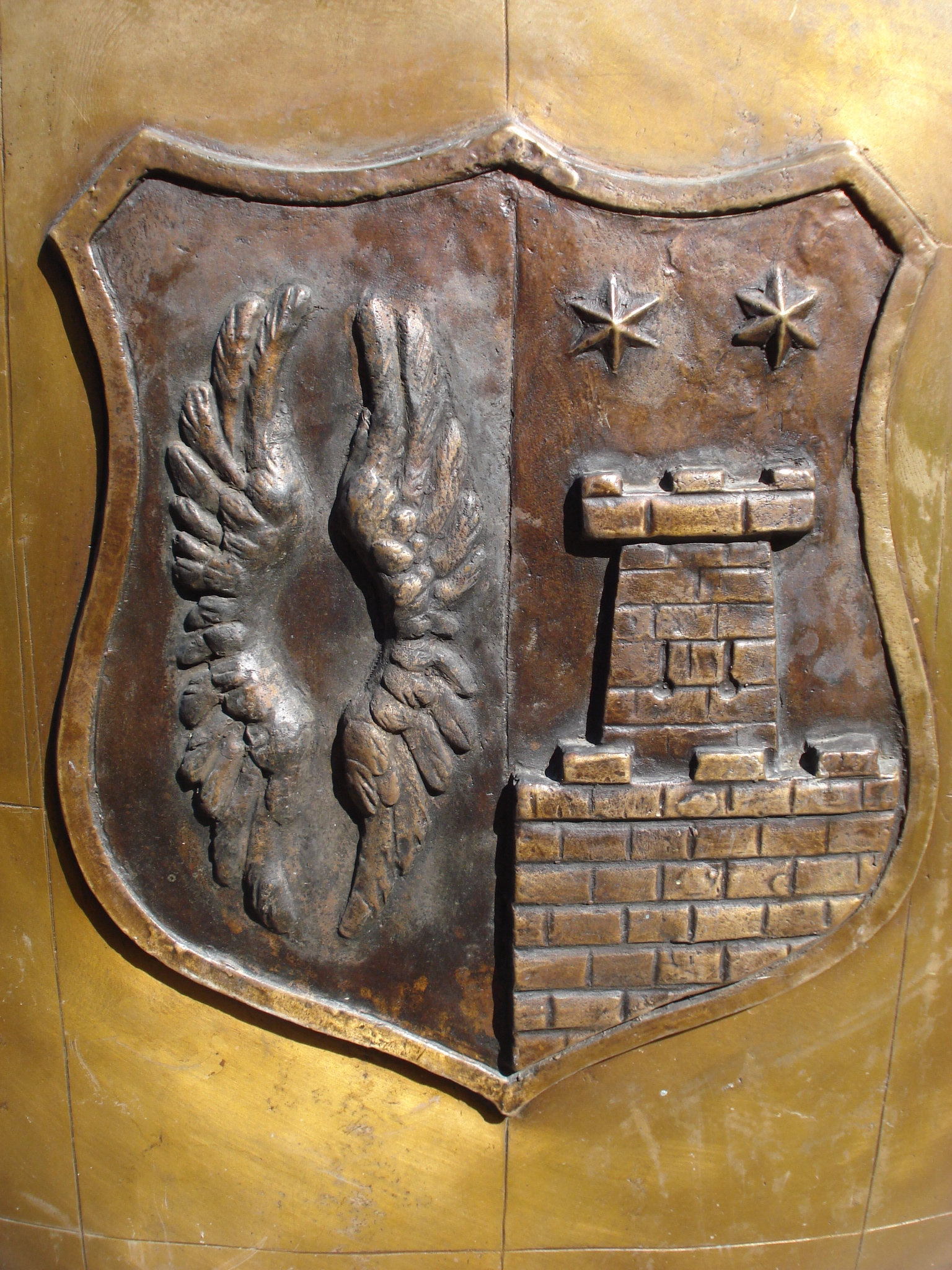

Зринські, Зріньї (хорв. Zrinski, Zrínyi) — знатний хорватський шляхетський рід. У середньовічній хорватській державі володіли великими землями, брали активну участь у політиці, поряд з родиною Франкопанів були найвпливовішим хорватським дворянським родом у XIV—XVI століттях. Представники Зринських багаторазово ставали банами Хорватії. Микола Зринський (Міклош Зріньї) вважається національним героєм як Хорватії, так і Угорщини. Низка членів сімейства захоплювався літературою, Зринські зробили великий внесок у розвиток хорватської і угорської поезії.

## Відомі представники
- Нікола Шубич-Зринський (1508—1566) — бан Хорватії в 1542—1556 роках, воєначальник, поет, який прославився геройською смертю в Сігетварській битві.
- Нікола Зринський-молодший (1620—1664) — правнук попереднього, бан Хорватії в 1647—1664 роках, воєначальник і поет, борець за віротерпимість в Угорщині і Хорватії, учасник (на ранній стадії) підготовки Змови Зринських-Франкопана.
- Петро IV Зринський (1621—1671), брат попереднього, бан Хорватії в 1665—1670 роках, поет і перекладач, страчений за участь у змові Зринських-Франкопана.
- Адам Зринський (1662—1691) — племінник попереднього, син Ніколи Зринського-молодшого, воєначальник, підполковник австрійської кавалерії, учасник Великої турецької війни 1683—1699 років. Загинув у битві при Сланкамені. Передостанній представник роду по чоловічій лінії. Останній — його двоюрідний брат Іван IV Антон Бальтазар Зринський.
- Катаріна Зринська (1625—1673) — дружина Петра IV, походила з роду Франкопанів, меценатка і письменниця.
- Олена Зринська (1643—1703) — дочка Петра IV, фактична керівниця угорського визвольного руху в 1685—1703 рр., мати Ференца II Ракоці і дружина трансільванського князя Імре Текелі.